# Эртебёлле
Культура Эртебёлле (дат. Ertebølle) или EBK — североевропейская субнеолитическая культура (VI—IV тыс. до н. э.) с центром в южной Скандинавии. Генетически родственна культурам северной Германии и Нидерландов. Название получила по локализации поселения, обнаруженного близ датского населенного пункта Эртебёлле на берегу Лим-фьорда.

## Исследования
Раскопки начались в 1890-х годах в огромных кучах доисторического мусора, состоящего из раковин устриц и других моллюсков, смешанных с костями и остатками изделий из кремня и оленьего рога. Они представляли собой кухонные отбросы (дат. køkkenmødding, кёккенмёддинг), поэтому культуру иногда называют кёккенмёддинг или «Культура кухонных отбросов» (в отечественных источниках принято название культура «Кухонных куч»), а также Эртебёлле-Эллербек (Ertebølle-Ellerbek), по именам датского и германского поселений (последнее — в пригороде Киля в Шлезвиг-Гольштейне).
В 1960—1970-х годах родственная культура была исследована в Нидерландах, близ села Свифтербант. Однако свифтербантская культура, существовавшая одновременно с EBK (в 5300—3400 гг. до н. э.), является переходной от мезолита к неолиту, а не чисто мезолитической или субнеолитической, так как её носители сочетали рыболовство, охоту и собирательство с животноводством и возделыванием зерновых культур, вероятно, заимствованных от поселившихся близ Лимбурга племён культуры линейно-ленточной керамики. Древнейшие слои свифтербантской культуры относятся к 5600 г. до н. э., и её погребения этого периода идентичны обнаруженным в Эртебёлле.

## Керамика
Одним из главных видов керамики EBK была лампа, заправляемая китовым жиром, небольшой глубокий сосуд овальной формы, в котором можно было поджечь горючую жидкость. Предполагают, что наличие большого количества китового жира означает активный промысел животных, из которых его можно добыть.

## Хозяйство
Основным видом хозяйства племен данной культуры были рыболовство, охота и собирательство. Хотя зерновые её носители не культивировали, некоторое количество зерна в их распоряжение попадало, вероятно, путём обмена с южными земледельческими культурами. 
Представители культуры Эртебёлле первыми в Европе одомашнили свиней 7 тысяч лет назад.

### Рыболовство
Основой питания была рыба. Найдены остатки судов и рыболовных снастей. Суда преимущественно представляли собой лодки-однодеревки с веслами. Для ловли рыбы устраивали запруды на мелководье, для чего в дно втыкали 4-м жерди из лещины. Гарпуны изготовляли из рога оленя, найден экземпляр, к которому была присоединена веревка; использовали и пики с деревянными зубцами.
В улове присутствовали десятки видов рыбы: щука, карп, угорь, окунь, лосось, треска, сельдь, анчоус, камбала и даже несколько видов акул, присутствие которых указывает на способность мореходов EBK выходить на охоту в открытое море. Поскольку судов кроме однодеревок не найдено, неизвестно, какими средствами пользовались носители этой культуры для дальних морских путешествий.
Кроме рыбы устраивали охоту на морских млекопитающих: косаток, дельфинов, тюленей и других ластоногих. 

### Охота
Судя по остаткам костей, носители EBK охотились в основном на крупных лесных животных, пушных зверей и морских птиц. Их добычей были олень, кабан, тур, изредка лошадь, предположительно, дикая, бобр, белка, хорёк, барсук, лиса, рысь. Доступная в болотах и водоемах птица представляла собой чернозобую и краснозобую гагару, баклановых, лебедей, уток, а также кудрявого пеликана, глухаря и поганковых.

## История
EBK развивалась на базе ранее существовавшей скандинавской культуры Конгемозе. На севере она соседствовала с другими мезолитическими культурами Скандинавии. Различают две фазы EBK, раннюю (5300—4500 гг. до н. э.) и позднюю (4500—3950 гг. до н. э.). Начиная с 4100 г. до н. э. EBK распространялась по берегам Балтийского моря на восток, как минимум до острова Рюген, но затем внезапно сменяется культурой воронковидных кубков, в которую впоследствии вошла и свифтербантская культура. Доказательств её завоевания новыми пришельцами нет, поэтому носители EBK могли составить, по меньшей мере, часть населения культуры воронковидных кубков.

## Антропологический тип

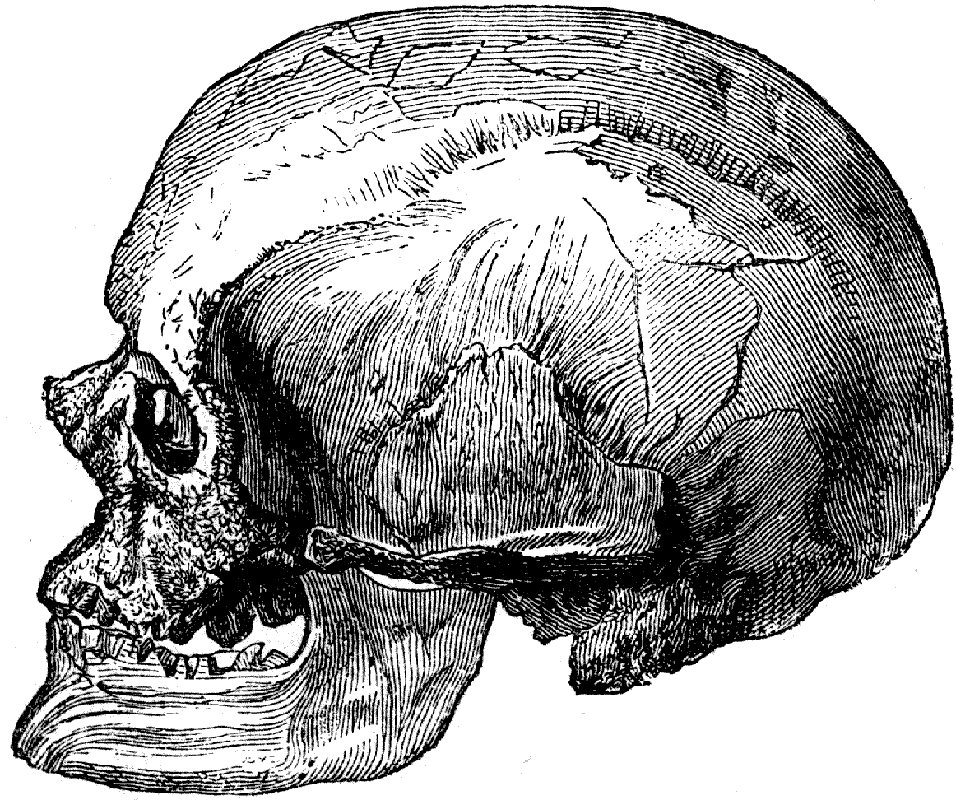
Череп кроманьонца

Черепа представителей культуры Эртебелле часто характеризуют как кроманьоидные, поскольку они были массивны и обладали резко выраженными надбровными дугами, также они имели очень широкое лицо — их бизигоматик составлял около 154—157 мм.

## Культура
В могильниках (Вэдбек, Драгсхольм, Скатехольм) находят бусы из зубов оленя, янтарные подвески и глиняные кубки, костяные наконечники стрел. Известно, что племена данной культуры употребляли пищу в варёном виде.
Есть сведения о каннибализме носителей культуры Эртебёлле. Следы расщепления человеческих костей для добычи костного мозга могут указывать на бытовой, а не ритуальный характер каннибализма, поскольку, согласно этнографическим данным, костный мозг обычно не является предметом ритуального каннибализма. Согласно альтернативной версии, переломы и порезы на человеческих костях могут свидетельствовать о специфическом погребальном ритуале — экскарнации тел умерших.